# Апросово (Дедовичский район)
Апросово — деревня в Дедовичском районе Псковской области России. Входит в состав Шелонской волости.

## География
Деревня находится в восточной части Псковской области, в зоне хвойно-широколиственных лесов, на правом берегу ручья Апросовский (бассейн реки Шелони), на расстоянии примерно 24 километров (по прямой) к востоку от посёлка городского типа Дедовичи, административного центра района. Абсолютная высота — 85 метров над уровнем моря.

### Климат
Климат характеризуется как переходный от морского к умеренно континентальному, со снежной мягкой зимой и прохладным летом. Средняя многолетняя температура самого холодного месяца (января) составляет −7,5 °С, температура самого тёплого (июля) — +17,4 °С. Среднегодовое количество осадков — 603 миллиметров.

### Часовой пояс
Деревня Апросово, как и вся Псковская область, находится в часовой зоне МСК (московское время). Смещение применяемого времени относительно UTC составляет +3:00.

## История
До 1 июля 2010 года населённый пункт входил в состав Станковской волости.

## Население
| 2001 | 2002 | 2010 |
| ---- | ---- | ---- |
| 18   | ↘10  | ↘9   |

Согласно результатам переписи 2002 года, в национальной структуре населения русские составляли 100 %.